# Mělčany
Mělčany är en ort i Tjeckien.   Den ligger i regionen Södra Mähren, i den sydöstra delen av landet, 190 km sydost om huvudstaden Prag. Mělčany ligger 230 meter över havet och antalet invånare är 480.
Terrängen runt Mělčany är platt åt sydost, men åt nordväst är den kuperad. Runt Mělčany är det ganska tätbefolkat, med 120 invånare per kvadratkilometer. Närmaste större samhälle är Brno, 15,7 km nordost om Mělčany. Trakten runt Mělčany består till största delen av jordbruksmark.